# Piotr Łukaszczyk
Piotr Łukaszczyk (ur. 20 listopada 1979 w Warszawie) – polski aktor teatralny, filmowy i reżyser. 

## Życiorys
Ukończył studia aktorskie w Akademii Teatralnej im. Aleksandra Zelwerowicza w Warszawie. Na scenie zadebiutował w 2002 w spektaklu „Made In China” w reżyserii Redbada Klynstry, zrealizowanym z Warszawską Grupą Teatralną. W latach 2012–2013 współpracował z fundacją Promised Land. Od 2013 do 2015 prowadził zajęcia z aktorstwa w policealnej szkole artystycznej we Wrocławiu. Posiada stopień magistra i zajmuje stanowisko prodziekana na wydziale aktorskim Wrocławskiego Teatru Współczesnego.

## Filmografia
| Rok       | Tytuł                                    | Rola                         |
| --------- | ---------------------------------------- | ---------------------------- |
| 2004      | Serce gór                                | Sługa Kamyk                  |
| 2006      | Chaos                                    | Kolega Sławka                |
| 2006      | Wszyscy jesteśmy Chrystusami             | Student Adama                |
| 2014      | Kukuryku                                 |                              |
| 2015      | Uwikłani                                 | Karol Szymański              |
| 2016      | Stolik                                   |                              |
| 2017      | Serce miłości                            |                              |
| 2017      | Amok                                     | Zibi                         |
| 2018      | 1983                                     | Seweryn Szauliński           |
| 2019      | Przybliżenie                             | On                           |
| 2019      | Żmijowisko                               | Wojciech                     |
| 2019      | Legiony                                  | Klasterski                   |
| 2020      | Listy do M. 4                            | Taksówkarz                   |
| 2020      | Chodźmy w noc                            | Sklepikarz                   |
| 2020-2021 | 25 lat niewinności. Sprawa Tomka Komendy | Sędzia wydający wyrok 15 lat |
| 2021      | Inni ludzie                              | Kolega Kamila                |
| 2021      | Lokatorka                                | Policjant                    |
| 2021      | Bo we mnie jest seks                     | Inspicjent                   |
| 2021      | Rojst                                    | Ochroniarz                   |
| 2022      | Wielka woda                              | Wydawca                      |
| 2022      | Minuta ciszy                             | Pracownik medycyny sądowej   |
| 2022      | Johnny                                   | Wychowawca                   |
| 2022      | Śubuk                                    | Młody lekarz                 |
| 2022      | Orlęta. Grodno ‘39                       | Żołnierz                     |
| 2022      | Parada serc                              | Urzędnik                     |
| 2023      | W Szachu. Ostatnia rozgrywka             | Dziennikarz                  |
| 2023      | Doppelgänger. Sobowtór                   | Zabójca                      |
| 2023      | Imago                                    | Prowadzący w studio tv       |
| 2023      | Pati                                     | Inspektor Molęda             |
| 2024      | Lany poniedziałek                        | Tymon, wujek Klary i Marty   |